# Under the Hawthorn Tree
Under the Hawthorn Tree (cinese semplificato: 山楂树之恋; cinese tradizionale: 山楂樹之戀; pinyin: Shānzhāshù Zhī Liàn) è un film del 2010 diretto da Zhāng Yìmóu.